# Time Squad
Time Squad ist eine deutsche Science-Fiction-Serie von Peter Terrid, die in 21 Heften zwischen 1977 und  August 1985 in der Heftreihe Terra Astra im Arthur Moewig-Verlag erschien. Mit dem Ende von Terra Astra wurde trotz inhaltlich offener Punkte auch Time Squad eingestellt.
Der Autor plante 1998 eine Fortsetzung der Serie, um sie inhaltlich abzuschließen. Durch seinen plötzlichen Tod wurde dies jedoch nie verwirklicht.
Protagonisten der Serie sind die Agenten der Zeitpolizei, die zu verschiedenen Zeitpunkten und an den unterschiedlichsten Orten die Gegner der Menschheit bekämpfen und Veränderungen der Zeitlinie verhindern.
Die Protagonisten sind:
- Demeter Carol Washington, Chefin der Time-Squad
- Tivar Bistarc
- Anastasius Immekeppel, genannt Inky
- Charriba White Cloud, genannt Winnetou
- Joshua Slocum

## Auflagen / Erscheinungsformen
Time Squad ist in Form der sogenannten Heftromane erschienen. In elektronischer Form (PDF) ist sie vollständig erhältlich.